# Werner Ferrari
Werner Ferrari (* 29. Dezember 1946 in Basel) ist ein Schweizer Serienmörder. Als fünffacher Kindermörder ist er einer der bekanntesten Gefängnisinsassen der Schweiz. Er entführte oder lockte die Kinder meist samstags zum Beispiel von Volksfesten weg, missbrauchte einige der Opfer und erdrosselte sie.

## Kindheit und Jugend
Ferraris Mutter Gertrud war bei seiner Geburt erst 18 Jahre alt, weshalb er bis zu seinem vierten Lebensjahr bei seiner Grossmutter aufwuchs. Als er wieder bei seiner Mutter lebte, wurde er von ihr vernachlässigt und verprügelt. Ab 1951 lebte er in verschiedenen Kinder- und Jugendheimen in Rümlingen (BL), Wiesen (GR), Herisau (AR), Igis (GR), Rüfenach (AG), Adelboden (BE) sowie Liestal (BL).
Nachdem er mehrere Brände gelegt und zahlreiche andere Delikte verübt hatte, manipulierte er Bahngleise und wurde schliesslich in eine Einrichtung für Epileptiker eingewiesen. Der Arzt attestierte ihm Introversion, eine schizoide Kontaktarmut sowie eine mangelnde Anpassungsfähigkeit.
Bereits 1965, als Ferrari sich in der Psychiatrischen Universitätsklinik Friedmatt befand, wurde ihm eine infantile Persönlichkeitsstörung mit Intelligenzminderung sowie psychopathischen Zügen attestiert. Weiterhin schloss der Gutachter nicht aus, dass Ferrari ein pädophiles Sexualdelikt begehen könnte.
Von 1965 bis 1971 übte Ferrari verschiedene Tätigkeiten als Hilfsarbeiter aus.

## Morde
Am 6. August 1971 beging Ferrari seinen ersten Mord: In Reinach (BL) entführte er den zehnjährigen Daniel Schwan auf einem Dorffest und erwürgte ihn bei Therwil (BL). Ferrari informierte sich über den Verbleib und verriet sich so selbst, da bis dato noch nichts über Daniels Verschwinden bekannt war. Ferrari legte zwölf Tage nach dem Mord ein Geständnis ab und wurde im April 1973 zu einer zwölfjährigen Zuchthausstrafe verurteilt. Zuerst war er auf dem Thorberg, anschliessend in der Strafanstalt in Regensdorf. Auch hier stellte ein Gutachter eine ausgeprägte homosexuelle und pädophile Veranlagung fest. Am 11. August 1979, nach insgesamt sechs Jahren Haft, wurde er als geheilt vorzeitig entlassen.
Den zehnjährigen Benjamin Egli (Bajo Cesa) sprach Ferrari am 27. Oktober 1983 an und bot ihm an, ihn nach Hause zu fahren. Ferrari erdrosselte ihn und gestand diesen Mord.
Am 7. September 1985 besuchte der sechsjährige Daniel ein Dorffest in Rümlang (ZH). Ferrari sprach ihn dort an, lockte ihn weg und erwürgte ihn. Drei Tage später wurde er tot aufgefunden.
Ferrari erhielt im November 1986 eine Anstellung als Hilfskoch in einem Kinderheim in Oberägeri. Er wurde jedoch am 23. März 1987 entlassen, als bekannt wurde, dass er sich in der Vergangenheit sexuell an einem Kind vergriffen hatte. Bei anderen Arbeitgebern gab er sich als Heimerzieher oder Sozialhelfer aus, ohne eine solche Ausbildung absolviert zu haben.
Den zehnjährigen Christian lockte Ferrari am 19. Oktober 1987 von einem Jungscharfest aus Windisch (AG) weg und erdrosselte ihn. Einen Tag später fanden Reiter seine halbnackte Leiche.
Am 26. August 1989 besuchte die neunjährige Fabienne mit einer Freundin Chilbi-Attraktionen bei einem Dorffest in Hägendorf (SO). Die Mädchen wurden von einem Mann angesprochen und verliessen mit ihm das Fest. Nachdem er die Freundin zurückgeschickt hatte, ging er allein mit Fabienne weiter. Am nächsten Tag wurde das Mädchen erwürgt am Waldrand aufgefunden. Da Fabiennes Freundin eine genaue Beschreibung des Mannes geben konnte, die mit Ferrari übereinstimmt, wurde er am 30. August 1989 in seiner Wohnung in Olten festgenommen. Am 16. September 1989 identifizierte sie Ferrari auf einem Bild eindeutig.
In Haft sitzend, gestand Ferrari am 17. September 1989 den Mord an Fabienne, zog sein Geständnis zwei Tage später jedoch zurück. Bei einer Vernehmung am 28. September 1989 gestand Ferrari die Morde an Benjamin 1983 und Christian im Oktober 1987, zog aber auch diese Geständnisse einen Tag später zurück und bestritt auch, ähnliche Delikte begangen zu haben. Am 6. Oktober 1989 gestand er dann letztlich, neben Fabienne noch drei weitere Kinder getötet zu haben.

## Verurteilung und Revisionsprozess
Am 8. Dezember 1994 begann der erste Prozess gegen Ferrari in Baden (AG). Nachdem Ferrari sein Geständnis erneut zurückgezogen und sein Pflichtverteidiger sein Mandat folglich niedergelegt hatte, wurde der Prozess schon nach einem Tag abgebrochen.
Der zweite Prozess fand vom 6. bis 8. Juni 1995 erneut am Bezirksgericht Baden statt, woraufhin Ferrari wegen fünffachen Mordes schuldig gesprochen und zu einer lebenslangen Zuchthausstrafe verurteilt wurde.
Darunter wurde er auch für die Tat an der zwölfjährigen Ruth Steinmann am 16. Mai 1980 in Würenlos (AG) verurteilt. Ferrari bestritt den Mord jedoch vehement. Der Journalist und Buchautor Peter Holenstein entdeckte Hinweise, dass Ferrari für den Mord an Ruth nicht verantwortlich sein konnte. Unter anderem ergab eine von Holenstein veranlasste DNA-Analyse, dass ein Schamhaar, welches auf Ruths Leiche gesichert werden konnte, nicht von Ferrari stammte.
Aufgrund von Holensteins Recherchen hob das Obergericht des Kantons Aargau im Juni 2003 das Urteil gegen Ferrari im Fall Ruth Steinmann auf und wies es zur Neubeurteilung ans Bezirksgericht Baden zurück. In der Folge wurde ein der Tat an Ruth Steinmann Verdächtigter (E.R.) exhumiert, der im März 1983 in Wolfhalden (AR) Suizid begangen hatte. Ein zahnmedizinisches Gutachten des Wissenschaftlichen Dienstes der Stadtpolizei Zürich ergab, dass die Bissspuren am Körper des Mädchens mit Sicherheit nicht von Ferrari, sondern von jenem 1983 verstorbenen Mann stammten, der Ferrari sehr ähnlich sah. In einem landesweit beachteten Revisionsprozess wurde Werner Ferrari daraufhin am 10. April 2007 vom Bezirksgericht Baden für den Mord an Ruth für unschuldig befunden und freigesprochen; er bleibt jedoch wegen der vier anderen Fälle inhaftiert.

## Die Opfer
Ferrari wurde für folgende Verbrechen verurteilt.
- Daniel Schwan († 1971, 10 Jahre alt) aus Reinach (BL)
- Benjamin Egli († 1983, 10 Jahre alt) aus Kloten (ZH)
- Daniel Suter († 1985, 7 Jahre alt) aus Niederglatt (ZH)
- Christian Widmer († 1987, 10 Jahre alt) aus Döttingen (AG)
- Fabienne Imhof († 1989, 9 Jahre alt) in Hägendorf (SO)[10][11]

Einige Fälle in einer Serie von Kindsentführungen und -tötungen in der Schweiz sind bis heute ungelöst. Da Ferrari überwiegend Knaben, aber auch ein Mädchen als Opfer wählte, ist unklar, ob er oder andere Verdächtige, wie z. B. Urs Hans von Aesch und Michel Fourniret, dafür verantwortlich sind.

## Dokumentation
- Christa Ulli: Der falsche Mörder – Der Fall Ruth Steinmann. SF, 2006, 37 min.
- Daniela Dardel: Der Kindermörder Werner Ferrari. Aus der Reihe Kriminalfälle, die die Schweiz bewegten. SF, 2007, 35 min. (YouTube).
- True Crime – Der Kindermörder Werner Ferrari (1/2). In: SRF DOK. 13. Oktober 2022, 50 min.[15]
- True Crime – Der Kindermörder Werner Ferrari (2/2). In: SRF DOK. 20. Oktober 2022, 51 min.